# Poslední prázdniny
Poslední prázdniny (Last Holiday) je americká filmová komedie z roku 2006 režírovaná Waynem Wangem. Na scénáři se podíleli Jeffrey Price a Peter S. Seaman.

## Obsazení
| Queen Latifah      | Georgia Byrd       |
| LL Cool J          | Sean Williams      |
| Timothy Hutton     | Matthew Kragen     |
| Gérard Depardieu   | Šéfkuchař Didier   |
| Alicia Witt        | Paní Burnsová      |
| Giancarlo Esposito | Senátor Dillings   |
| Susan Kellermann   | Slečna Guntherová  |
| Ranjit Chowdhry    | Doktor Gupta       |
| Michael Nouri      | Kongresman Stewart |
| Jascha Washington  | Darius             |
| Emeril Lagasse     | sám sebe           |
| Michael Estime     | Marlon             |
| Jaqueline Fleming  | Tanya              |
| Vladimír Kulhavý   | Taxikář            |
| Lucie Vondráčková  | Marie              |
| Lucie Březovská    | Brigitta           |

## Obsah
Georgia Byrdová je prodavačka v oddělení kuchyňských potřeb v obchodním domě Kragen v New Orleansu. Po flirtování se svým kolegou se však zraní a po vyšetření se zjistí, že má mnoho nádorů na mozku. Jelikož nemá peníze na operaci, vybere všechny své úspory a odlétá si zbytek života užít do Grandhotelu Pupp do Karlových Varů. Zde zažívá nejlepší období svého života, seznámí se s vlivnými lidmi. Film naštěstí dobře dopadne, zjistí se, že přístroj provádějící vyšetření byl vadný a Georgia se šťastně zamiluje.